# Marcha fúnebre

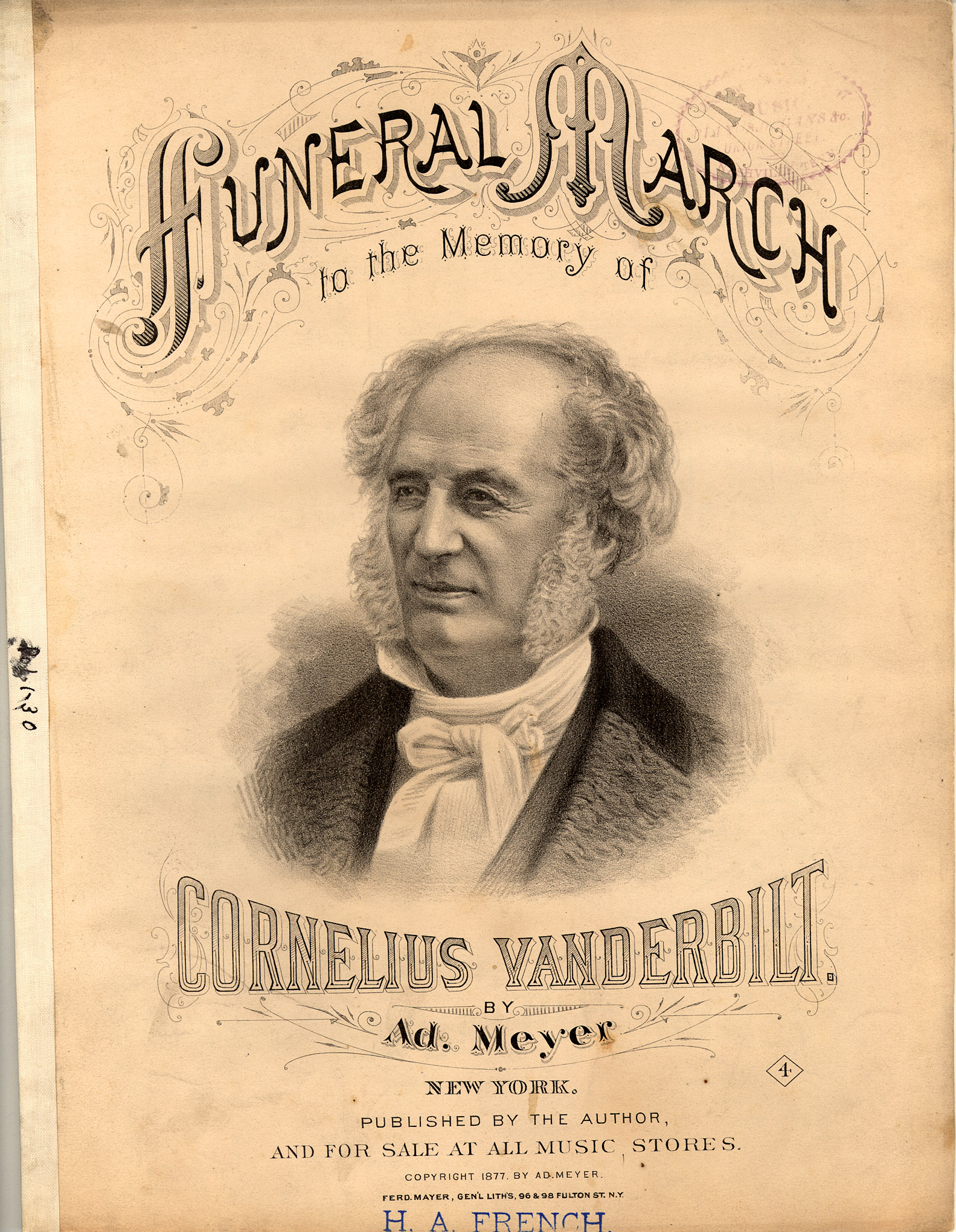
Marcha fúnebre en memoria de Cornelius Vanderbilt

Una marcha fúnebre (Francés: Marche Funèbre, Alemán: Trauermarsch) es una marcha, por lo general en un tono menor, en una senza misura lenta, imitando el ritmo solemne de una procesión fúnebre. Algunas marchas a menudo se consideran adecuadas para su uso durante los funerales y en otras ocasiones sombrías, siendo la más conocida la de Chopin.

## Ejemplos en la música clásica
- El segundo movimiento de la Marche funèbre de la sinfonía de Charles-Valentin Alkan por solo de piano, op. 39, No. 5.
- La "Marcha fúnebre de la muerte de un loro" de Alkan por coro de cuatro partes, tres fagotes, y oboe.
- El segundo móvimiento de la Sinfonía n.º 3 (Eroica) de Ludwig van Beethoven.
- El tercer movimiento de la Sonata para piano n.º 12 de Beethoven (escrito en la tonalidad de La bemol menor con una sección central en La bemol mayor).
- Una marcha fúnebre, anteriormente atribuida a Beethoven (WoO Anhang 13), que se cree haber sido de Johann Heinrich Walch, interpretada en el Día de Conmemoración del Servicio de Cenotafio.
- El tercer movimiento del Cuarteto de Cuerda n.º 3 de Piotr Ilich Chaikovski en Mi bemol menor Op.30
- La Marcha fúnebre de la escena final de Hamlet por Hector Berlioz.
- La novena variación de las Variaciones sobre un tema de Frank Bridge de Benjamin Britten,, op. 10.
- La Marche funèbre para piano escrita por Frédéric Chopin en 1837, que se convirtió en el 3.er movimiento de su Sonata para piano N º 2 en Si bemol menor, op. 35.
- La Marche Funèbre para piano de Chopin en do menor, op. Posth. 72, No. 2.
- La marcha fúnebre en el Concertino para trombón y orquesta de Ferdinand David.
- El Trauermarsch escrito por Anton Diabelli, en memoria de Michael Haydn para solo de guitarra.
- Zaubermarsch  para pequeña orquesta de Lorenzo Ferrero.
- La marcha fúnebre de la ópera La novia de Messina de Zdeněk Fibich.
- La "Música fúnebre" para el padre de Akenatón en el Acto I de la ópera Akenatón, de Philip Glass.
- La "Marcha fúnebre por una marioneta" del "Burlesque Suite" de Charles Gounod, lo que más tarde sería conocido por las audiencias contemporáneas como la música del tema utilizado para la serie de televisión Alfred Hitchcock Presenta.
- La Marcha fúnebre en memoria de Rikard Nordraak de Edvard Grieg.
- La marcha de la muerte de Saul por Georg Friedrich Händel.
- Una marcha fúnebre para Napoleón Bonaparte, en Háry János, por Zoltán Kodály, después de que Napoleón fuese derrotado por el héroe Háry János.
- La Marche Funèbre de Franz Liszt, En mémoire de Maximilian I, Empereur du Mexique ("marcha fúnebre en memoria de Maximiliano I, Emperador de México") de Années de Pèlerinage, libro 3, Nr. 6 Marche funebre.
- El tercer movimiento de la primera sinfonía de Gustav Mahler, "Marcha fúnebre a la manera de Callot" basado en "Bruder Martin", la variante alemana en tono menor de la canción infantil "Frère Jacques" y el movimiento de apertura Trauermarsch de su sinfonía n.º 5.
- La marcha fúnebre de Lìu en la ópera Turandot, de Giacomo Puccini.
- La Marcha "sonó antes de su carro" de la Música fúnebre para la reina María de Henry Purcell.
- El cuarto movimiento para la sonata de piano No. 1 de Aleksandr Skriabin.
- La "Marcha fúnebre": Adagio Molto del cuarteto de cuerda n.º 15 de Dmitri Shostakóvich .
- La "Marcha fúnebre de Siegfried" de El ocaso de los dioses de Richard Wagner.

## Marchas fúnebres en las procesiones
Además de las piezas de música clásica, en las procesiones en su mayoría en España, Guatemala y Perú se ejecutan mientras la Procesión camina en las calles de las ciudades. En Guatemala las más populares son: La Fosa ,Una Lágrima, Mater Dolorosa, La Granadera,Tinieblas, entre otros. Estas piezas musicales creadas en Guatemala han sido declaradas como Patrimonio Cultural Intangible de la Nación y se ha podría determinar que existen alrededor de dos mil composiciones Archivado el 12 de julio de 2020 en Wayback Machine., entre las que destacan algunas por su sentido melodioso y norma en su composición.
Se utilizan como un acompañante que transmite un misticismo a las tradiciones de la Semana Santa en España y   Latinoamérica.